# Distúrbios do assoalho pélvico
Os distúrbios do assoalho pélvico, também conhecidos como disfunção do assoalho pélvico, são um grupo de condições que ocorrem quando os músculos do assoalho pélvico não estão funcionando adequadamente. Os sintomas podem incluir dor ou pressão pélvica, dor durante o ato sexual, incontinência urinária ou fecal, constipação ou prolapso dos órgãos pélvicos.
A causa geralmente é desconhecida. Os principais fatores podem ser lesões no assoalho pélvico, abuso sexual, técnicas de evacuação inadequadamente aprendidas, dor lombar, endometriose e certos medicamentos, como bloqueadores dos canais de cálcio ou anti-histamínicos. Os fatores de risco incluem sobrepeso, histerectomia prévia, tabagismo e partos anteriores. A causa principal pode ser o aumento, a diminuição ou a descoordenação da atividade muscular.
O tratamento pode incluir mudanças no estilo de vida, medicamentos, dispositivos médicos ou cirurgia. As mudanças no estilo de vida podem ser os exercícios físicos e uma dieta saudável. Os pessários são exemplos dos dispositivos médicos utilizados. Geralmente, a fisioterapia do assoalho pélvico costuma ser útil para as mulheres.
Os distúrbios do assoalho pélvico são comuns, afetando cerca de 25% das mulheres em algum momento da vida. As mulheres são mais frequentemente afetadas do que os homens. O problema torna-se mais comum com a idade. O prolapso dos órgãos pélvicos ocorre em metade das mulheres que deram à luz. Em certas culturas, ocorre um julgamento social negativo, o que pode fazer com que as mulheres evitem procurar cuidados médicos. Portanto, é recomendado que a triagem direta para problemas urinários ocorra anualmente.